# Wormeldange-Haut
Wormeldange-Haut (lb. Wuermer Bierg, Uewerwuermeldeng, Uewerwuermer ; niem. Oberwormeldingen) – wieś (Uertschaft) we wschodnim Luksemburgu, w kantonie Grevenmacher, w gminie Wormeldange. Do 3 października 2015 miejscowość leżała w dystrykcie Grevenmacher. Liczy 353 mieszkańców (1 stycznia 2023).